# Batrachyla
Genre
Batrachyla est un genre d'amphibiens de la famille des Batrachylidae.

## Répartition
Les cinq espèces de ce genre se rencontrent en Patagonie au Chili et en Argentine.

## Liste des espèces
Selon Amphibian Species of the World (19 novembre 2016) :
- Batrachyla antartandica Barrio, 1967
- Batrachyla fitzroya Basso, 1994
- Batrachyla leptopus Bell, 1843
- Batrachyla nibaldoi Formas, 1997
- Batrachyla taeniata (Girard, 1855)

## Publication originale
- Bell, 1843 : The Zoology of the Voyage of H.M.S. Beagle Under the Command of Captain Fitzroy, R.N., during the Years 1832 to 1836, vol. 5, p. 1-51 (texte intégral).